# شاين بورن
شاين بورن (بالإنجليزية: Shane Bourne)‏ هو ممثل أسترالي، ولد في 24 نوفمبر 1949 في أستراليا.

## أعمال

### مسلسلات
- سيتي هوميسايد

## وصلات خارجية
- شاين بورن على موقع IMDb (الإنجليزية)
- شاين بورن على موقع قاعدة بيانات الفيلم (الإنجليزية)